# Даход (округ)
Даход (гудж. દાહોદ જિલ્લો; англ. Dahod) или Дохад — округ на востоке индийского штата Гуджарат. Образован 2 октября 1997 года из части территории округа Панчмахал. Административный центр — город Даход. Площадь округа — 3642 км². По данным всеиндийской переписи 2001 года население округа составляло 1 636 433 человека. Уровень грамотности взрослого населения составлял 45,15 %, что ниже среднеиндийского уровня (59,5 %). Доля городского населения составляла 9,55 %.